# 서해 김씨
서해 김씨(西海金氏)는 한국의 성씨이다.
시조 김영렬(金英烈)은 신라 경순왕의 후손으로, 조선에서 병조참판을 지냈으며 좌명공신(佐命功臣)에 봉해졌다.

## 참고 자료
- “서해김씨(西海金氏)”. 뿌리를 찾아서.[깨진 링크(과거 내용 찾기)]